# Stortyven Lorentzens flugt fra Horsens...
|  | Denne artikel er oprettet af botten Steenthbot ud fra en ekstern database. Den kan derfor have sproglige fejl eller mangler. Denne skabelon kan fjernes efter kontrol af indholdet. |

Stortyven Lorentzens flugt fra Horsens... er en dansk dokumentarisk optagelse fra 1949.

## Handling
En rekonstruktion af Carl August Lorentzens flugt fra Horsens Statsfængsel lillejuleaften 1949, optaget dagen efter flugten. Lorentzen, der var dømt for adskillige indbrud, flygtede gennem en 18 meter lang tunnel under fængslets forgård, som han selv havde gravet med en stoppenål i løbet af 11 måneder. Over indgangen til sin tunnel efterlod han en seddel med teksten: ”Hvor der er en Vilje, der er der ogsaa en Vej”. Der gik dog kun otte dage, inden han igen var bag tremmer. Flugtkongen Carl August Lorentzen døde i Statsfængslet i Horsens i 1958, 61 år gammel.